# Maszynista (kolej)

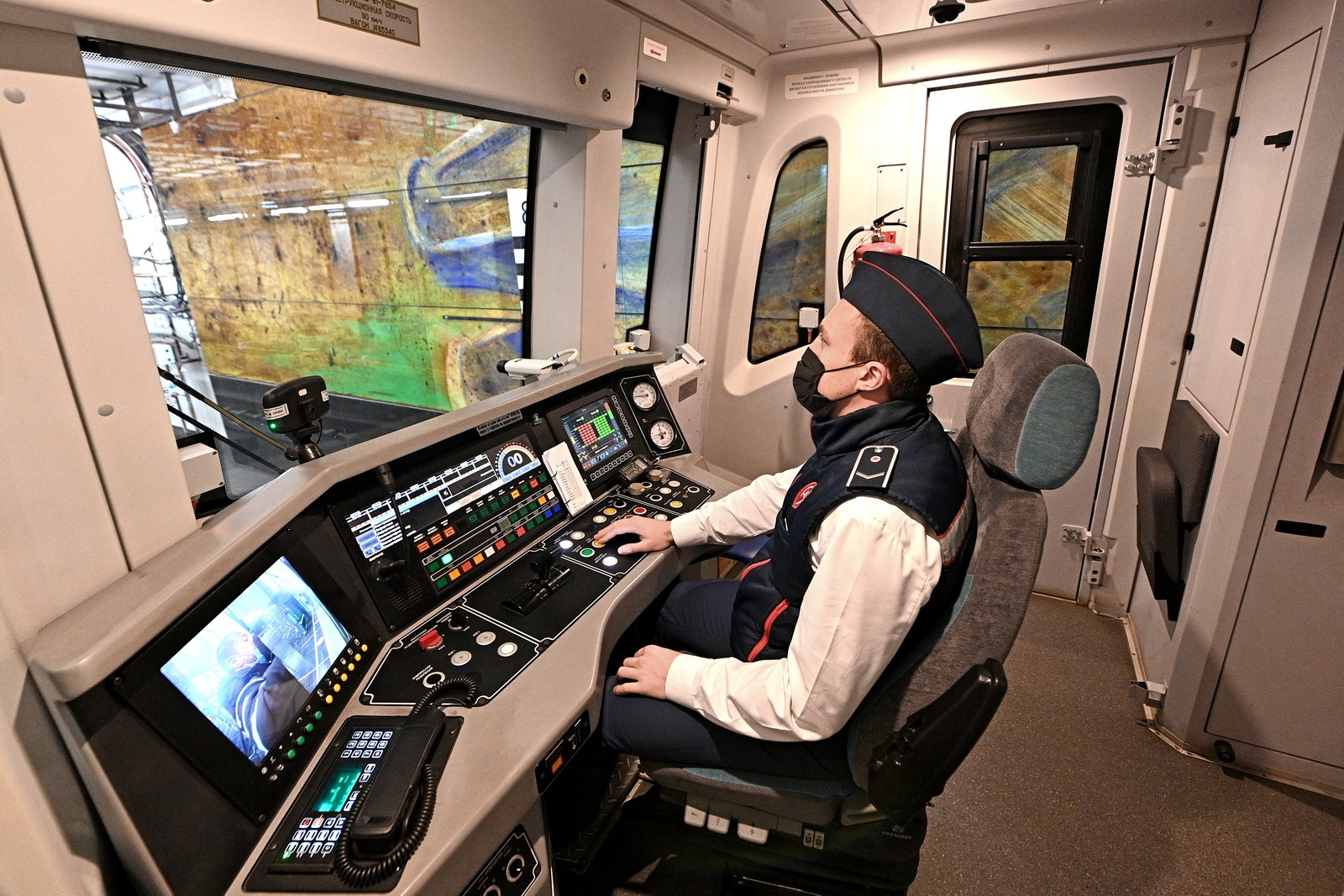
Maszynista kabinie wagonu metra

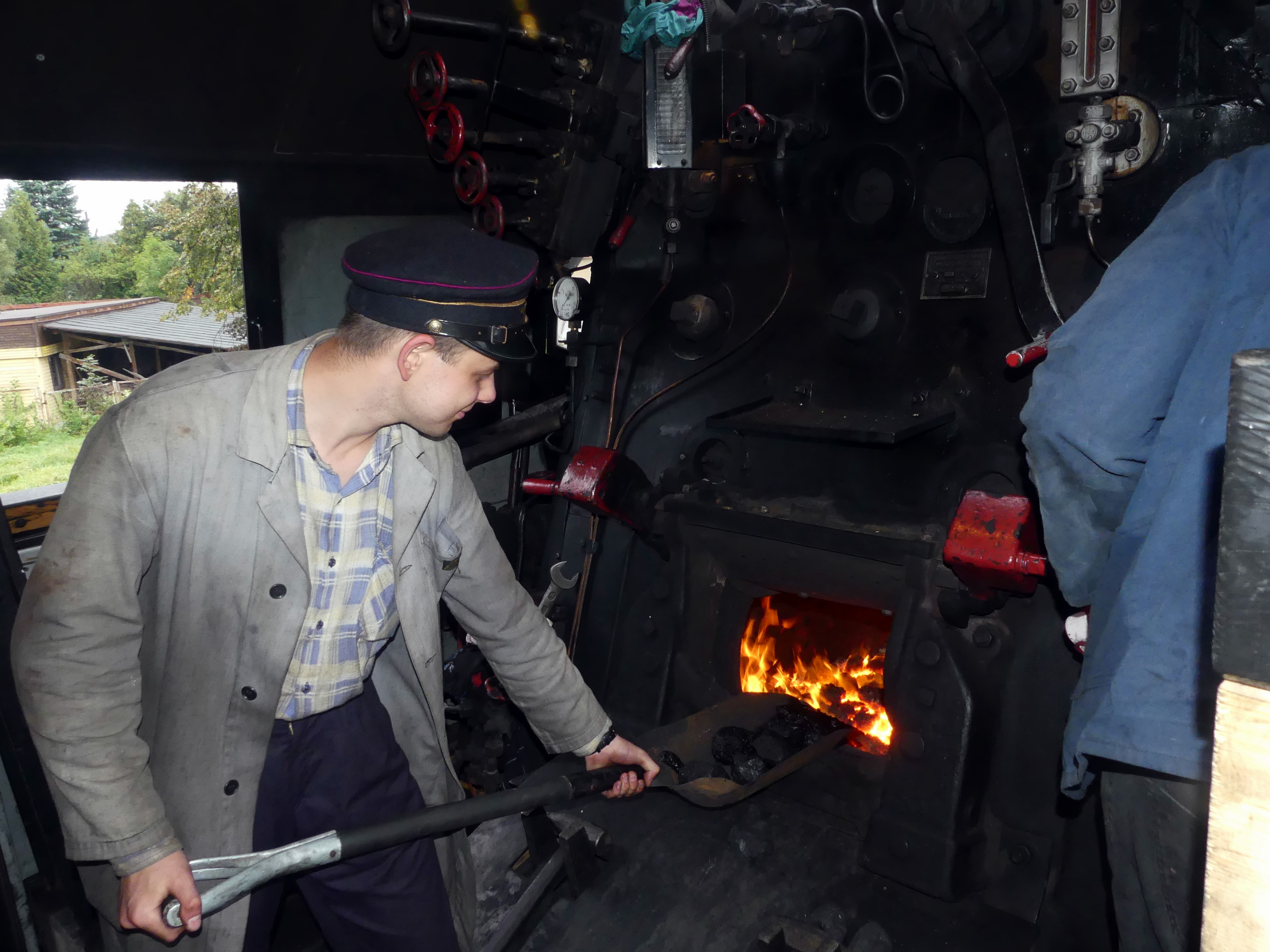
Palacz w czasie pracy w kabinie lokomotywy parowej Ty-2

Maszynista pojazdu trakcyjnego – osoba posiadająca odpowiednie kompetencje i uprawniona do prowadzenia pociągów, w tym lokomotyw, lokomotyw manewrowych, pociągów roboczych (budowlanych), kolejowych pojazdów specjalnych lub pociągów przeznaczonych do kolejowego przewozu pasażerów lub towarów. Kobietę sprawującą tę funkcję można określać słowem maszynistka.
Maszynista pracuje w kabinie sterowniczej lokomotywy lub zespołu trakcyjnego, ewentualnie na specjalnym stanowisku w wagonie sterowniczym, skąd jest w stanie prowadzić pociąg.
Do dodatkowych obowiązków maszynisty należy w określonych sytuacjach m.in. sprzęganie i rozprzęganie wagonów, usuwanie drobnych usterek pojazdów trakcyjnych, dawanie odpowiednich sygnałów przy użyciu znajdujących się na pojeździe trakcyjnym urządzeń, a także szkolenie praktyczne podległych pracowników.
Maszynista pracujący w lokomotywie elektrycznej lub spalinowej w określonych sytuacjach ma przydzielanego do pomocy dodatkowego pracownika, tzn. pomocnika maszynisty; zaś maszynista parowozu dodatkowo oprócz pomocnika maszynisty palacza.
Praca maszynisty wymaga szczególnej sprawności psychicznej. Prowadzący pojazdy kolejowe narażeni są na niekorzystne warunki mikroklimatyczne, stres, hałas i wibracje. Praca wykonywana jest w zmiennym rytmie dobowym. 